# Marcin Grocholski
Marcin Grocholski herbu Syrokomla (ur. w 1727 roku zm. 28 października 1807 roku we Lwowie)  – chorąży bracławski od 1772, winnicki od 1762, dyneburski od 1760, kasztelan bracławski od 1774. Kawaler Orderu Orła Białego (1777) i Świętego Stanisława (1776). Wojewoda bracławski od 1790.

## Życiorys
W 1766 roku był posłem na Sejm Czaplica z województwa bracławskiego. Członek konfederacji Andrzeja Mokronowskiego w 1776 roku. Był członkiem konfederacji Sejmu Czteroletniego. Członek Komisji Wojskowej Obojga Narodów w 1788 roku. Był komisarzem z Senatu w tej komisji w 1792 roku.